# Singapur International 2015
Die Singapur International 2015 im Badminton fanden vom 18. bis zum 22. August 2015 in Singapur statt.

## Sieger und Platzierte
| Disziplin    | Gold                           | Silber                            | Bronze                                      |
| ------------ | ------------------------------ | --------------------------------- | ------------------------------------------- |
| Herreneinzel | Iskandar Zulkarnain Zainuddin  | Soo Teck Zhi                      | Goh Soon Huat                               |
| Herreneinzel | Iskandar Zulkarnain Zainuddin  | Soo Teck Zhi                      | Soong Joo Ven                               |
| Dameneinzel  | Gregoria Mariska Tunjung       | Yeo Jia Min                       | Hsu Wen-chi                                 |
| Dameneinzel  | Gregoria Mariska Tunjung       | Yeo Jia Min                       | Thamolwan Poopradubsil                      |
| Herrendoppel | Terry Hee Loh Kean Hean        | Hardianto Kenas Adi Haryanto      | Wannawat Ampunsuwan Tinn Isriyanet          |
| Herrendoppel | Terry Hee Loh Kean Hean        | Hardianto Kenas Adi Haryanto      | Darren Isaac Devadass Vountus Indra Mawan   |
| Damendoppel  | Apriani Jauza Fadhila Sugiarto | Melvira Oklamona Rika Rositawati  | Elaine Chua Citra Dewi Sari                 |
| Damendoppel  | Apriani Jauza Fadhila Sugiarto | Melvira Oklamona Rika Rositawati  | Nisak Puji Lestari Merisa Cindy Sahputri    |
| Mixed        | Hafiz Faizal Shella Devi Aulia | Tinn Isriyanet Savitree Amitrapai | Wannawat Ampunsuwan Pacharapun Chochuwong   |
| Mixed        | Hafiz Faizal Shella Devi Aulia | Tinn Isriyanet Savitree Amitrapai | Hendrik K. Clinton Phita Haningtyas Mentari |